# Élections législatives de 1958 en Ille-et-Vilaine
Les élections législatives françaises de 1958 se déroulent les 23 et 30 novembre 1958.  Dans le département d'Ille-et-Vilaine, six députés sont à élire dans le cadre de six circonscriptions.

## Élus
| Circonscription | Député élu           | Parti | Parti   |
| --------------- | -------------------- | ----- | ------- |
| 1re             | Henri Fréville       |       | MRP     |
| 2e              | Henri Jouault        |       | CNIP    |
| 3e              | Alexis Méhaignerie   |       | MRP     |
| 4e              | Isidore Renouard     |       | Modérés |
| 5e              | Pierre de Bénouville |       | UNR     |
| 6e              | Georges Coudray      |       | MRP     |

## Système électoral
Pour la première fois depuis 1936, les élections législatives ont lieu au scrutin uninominal majoritaire à deux tours dans des circonscriptions uninominales.
Est élu au premier tour le candidat qui réunit la majorité absolue des suffrages exprimés et un nombre de voix au moins égal au quart (25 %) des électeurs inscrits dans la circonscription. Si aucun des candidats ne satisfait ces conditions, un second tour est organisé entre les candidats ayant réuni un nombre de voix au moins égal à 5 % des suffrages exprimés. Au second tour, le candidat arrivé en tête est déclaré élu.
Le seuil de qualification, basé sur un pourcentage relativement faible des suffrages exprimés, tend à faciliter l'accès au second tour de plus de deux candidats. Les candidats en lice au second tour peuvent ainsi fréquemment être trois, un cas de figure appelé « triangulaire ». Lorsque quatre candidats s'affrontent au second tour, on parle de « quadrangulaire ».

## Résultats

### Résultats à l'échelle du département
| Parti          | Parti                                            | Premier tour | Premier tour | Second tour | Second tour | Sièges |
| Parti          | Parti                                            | Voix         | %            | Voix        | %           | Sièges |
| -------------- | ------------------------------------------------ | ------------ | ------------ | ----------- | ----------- | ------ |
|                | Centre national des indépendants et paysans      | 60 950       | 21,06        | 100 172     | 47,97       | 1      |
|                | Union pour la nouvelle République                | 54 689       | 18,90        | 18 393      | 8,81        | 1      |
|                | Modérés                                          | 19 925       | 6,88         |             |             | 1      |
|                | Droite parlementaire                             | 135 564      | 46,84        | 118 565     | 56,78       | 3      |
|                |                                                  |              |              |             |             |        |
|                | Mouvement républicain populaire                  | 85 734       | 29,62        | 51 424      | 24,63       | 3      |
|                | Parti communiste français                        | 29 624       | 10,24        | 24 954      | 11,95       | 0      |
|                | Section française de l'Internationale ouvrière   | 14 135       | 4,88         | 13 864      | 6,64        | 0      |
|                | Parti républicain, radical et radical-socialiste | 11 506       | 3,98         | Retrait     | Retrait     | 0      |
|                | Union et fraternité française                    | 10 782       | 3,73         |             |             | 0      |
|                | Divers                                           | 2 054        | 0,71         | 0           |             |        |
|                |                                                  |              |              |             |             |        |
| Inscrits       | Inscrits                                         | 373 984      | 100,00       | 276 730     | 100,00      | 6      |
| Abstentions    | Abstentions                                      | 77 281       | 20,66        | 63 686      | 23,01       |        |
| Votants        | Votants                                          | 296 703      | 79,34        | 213 044     | 76,99       |        |
| Blancs et nuls | Blancs et nuls                                   | 7 304        | 2,46         | 4 237       | 1,99        |        |
| Exprimés       | Exprimés                                         | 289 399      | 97,54        | 208 807     | 98,01       |        |

### Résultats par circonscription

#### Première circonscription (Rennes-Nord)
| Candidat              | Candidat           | Parti          | Premier tour | Premier tour | Second tour | Second tour |  |
| Candidat              | Candidat           | Parti          | Voix         | %            | Voix        | %           |  |
| --------------------- | ------------------ | -------------- | ------------ | ------------ | ----------- | ----------- |  |
|                       | Henri Fréville élu | MRP            | 19 903       | 38,14        | 24 119      | 47,37       |  |
|                       | Jean Prost         | CNIP           | 9 786        | 18,75        | 19 996      | 39,28       |  |
|                       | Pierre Morel       | UNR            | 9 535        | 18,27        | Retrait     | Retrait     |  |
|                       | René Rio           | PCF            | 5 946        | 11,40        | 6 797       | 13,35       |  |
|                       | Prudent Porée      | Radsoc         | 4 956        | 9,56         | Retrait     | Retrait     |  |
|                       | Raymond Huchet     | Divers         | 2 054        | 3,94         |             |             |  |
|                       |                    |                |              |              |             |             |  |
| Inscrits              | Inscrits           | Inscrits       | 69 996       | 100,00       | 69 977      | 100,00      |  |
| Abstentions           | Abstentions        | Abstentions    | 16 498       | 23,57        | 17 937      | 25,63       |  |
| Votants               | Votants            | Votants        | 53 498       | 76,43        | 52 040      | 74,37       |  |
| Blancs et nuls        | Blancs et nuls     | Blancs et nuls | 1 318        | 2,46         | 1 128       | 2,17        |  |
| Exprimés              | Exprimés           | Exprimés       | 52 180       | 97,54        | 50 912      | 97,83       |  |
| Source : Data.gouv.fr |                    |                |              |              |             |             |  |

#### Deuxième circonscription (Rennes-Sud)
| Candidat       | Candidat          | Parti          | Premier tour | Premier tour | Second tour | Second tour |  |
| Candidat       | Candidat          | Parti          | Voix         | %            | Voix        | %           |  |
| -------------- | ----------------- | -------------- | ------------ | ------------ | ----------- | ----------- |  |
|                | Henri Jouault élu | CNIP           | 22 279       | 37,30        | 38 593      | 67,48       |  |
|                | Léon Grimault     | MRP            | 18 846       | 31,55        | Retrait     | Retrait     |  |
|                | Alexis Le Strat   | SFIO           | 10 042       | 16,81        | 10 824      | 18,93       |  |
|                | Émile Guerlavas   | PCF            | 8 561        | 14,33        | 7 773       | 13,59       |  |
|                |                   |                |              |              |             |             |  |
| Inscrits       | Inscrits          | Inscrits       | 78 981       | 100,00       | 78 981      | 100,00      |  |
| Abstentions    | Abstentions       | Abstentions    | 17 808       | 22,55        | 20 502      | 25,96       |  |
| Votants        | Votants           | Votants        | 61 173       | 77,45        | 58 479      | 74,04       |  |
| Blancs et nuls | Blancs et nuls    | Blancs et nuls | 1 445        | 2,36         | 1 289       | 2,2         |  |
| Exprimés       | Exprimés          | Exprimés       | 59 728       | 97,64        | 57 190      | 97,8        |  |

#### Troisième circonscription (Vitré)
|                       | Alexis Méhaignerie élu | MRP            | 19 717 | 52,36  |  |  |  |
|                       | Émile Neumager         | UNR            | 14 442 | 38,35  |  |  |  |
|                       | Roland Chauvel         | PCF            | 1 932  | 5,13   |  |  |  |
|                       | Paul Rivals            | UFF            | 1 565  | 4,15   |  |  |  |
|                       |                        |                |        |        |  |  |  |
| Inscrits              | Inscrits               | Inscrits       | 46 328 | 100,00 |  |  |  |
| Abstentions           | Abstentions            | Abstentions    | 7 027  | 15,17  |  |  |  |
| Votants               | Votants                | Votants        | 39 301 | 84,83  |  |  |  |
| Blancs et nuls        | Blancs et nuls         | Blancs et nuls | 1 645  | 4,19   |  |  |  |
| Exprimés              | Exprimés               | Exprimés       | 37 656 | 95,81  |  |  |  |
| Source : Data.gouv.fr |                        |                |        |        |  |  |  |

#### Quatrième circonscription (Redon)
|                       | Isidore Renouard élu | Modérés        | 19 925 | 52,60  |  |  |  |
|                       | Henri Dorgères       | Extrême droite | 8 560  | 22,60  |  |  |  |
|                       | Joseph de Sonis      | UNR            | 6 402  | 16,90  |  |  |  |
|                       | Georges Brillant     | PCF            | 2 989  | 7,89   |  |  |  |
|                       |                      |                |        |        |  |  |  |
| Inscrits              | Inscrits             | Inscrits       | 50 852 | 100,00 |  |  |  |
| Abstentions           | Abstentions          | Abstentions    | 12 149 | 23,89  |  |  |  |
| Votants               | Votants              | Votants        | 38 703 | 76,11  |  |  |  |
| Blancs et nuls        | Blancs et nuls       | Blancs et nuls | 827    | 2,14   |  |  |  |
| Exprimés              | Exprimés             | Exprimés       | 37 876 | 97,86  |  |  |  |
| Source : Data.gouv.fr |                      |                |        |        |  |  |  |

#### Cinquième circonscription (Fougères)
| Candidat              | Candidat                 | Parti          | Premier tour | Premier tour | Second tour | Second tour |  |
| Candidat              | Candidat                 | Parti          | Voix         | %            | Voix        | %           |  |
| --------------------- | ------------------------ | -------------- | ------------ | ------------ | ----------- | ----------- |  |
|                       | Pierre de Bénouville élu | UNR            | 14 332       | 34,81        | 18 393      | 45,02       |  |
|                       | Jean Le Lann sortant     | CNIP           | 10 906       | 26,49        | 17 458      | 42,73       |  |
|                       | Pierre-Henri Teitgen     | MRP            | 8 728        | 21,20        | Retrait     | Retrait     |  |
|                       | Joseph Fournier          | SFIO           | 4 093        | 9,94         | 3 040       | 7,44        |  |
|                       | Jean Macé                | PCF            | 2 464        | 5,98         | 1 965       | 4,81        |  |
|                       | Ernest Bougé             | UFF            | 648          | 1,57         |             |             |  |
|                       |                          |                |              |              |             |             |  |
| Inscrits              | Inscrits                 | Inscrits       | 49 332       | 100,00       | 49 302      | 100,00      |  |
| Abstentions           | Abstentions              | Abstentions    | 7 309        | 14,82        | 7 868       | 15,96       |  |
| Votants               | Votants                  | Votants        | 42 023       | 85,18        | 41 434      | 84,04       |  |
| Blancs et nuls        | Blancs et nuls           | Blancs et nuls | 852          | 2,03         | 578         | 1,39        |  |
| Exprimés              | Exprimés                 | Exprimés       | 41 171       | 97,97        | 40 856      | 98,61       |  |
| Source : Data.gouv.fr |                          |                |              |              |             |             |  |

#### Sixième circonscription (Saint-Malo)
| Candidat              | Candidat            | Parti          | Premier tour | Premier tour | Second tour | Second tour |  |
| Candidat              | Candidat            | Parti          | Voix         | %            | Voix        | %           |  |
| --------------------- | ------------------- | -------------- | ------------ | ------------ | ----------- | ----------- |  |
|                       | Georges Coudray élu | MRP            | 18 540       | 30,50        | 27 305      | 45,62       |  |
|                       | Guy La Chambre      | CNIP           | 17 979       | 29,57        | 24 125      | 40,31       |  |
|                       | Lucien Mottais      | UNR            | 9 978        | 16,41        | Retrait     | Retrait     |  |
|                       | Emmanuel d'Astier   | PCF            | 7 732        | 12,72        | 8 419       | 14,07       |  |
|                       | Abel Bourgeois      | Radsoc         | 6 550        | 10,77        | Retrait     | Retrait     |  |
|                       | Yves Marchand       | UFF            | 9            | 0,01         |             |             |  |
|                       |                     |                |              |              |             |             |  |
| Inscrits              | Inscrits            | Inscrits       | 78 495       | 100,00       | 78 470      | 100,00      |  |
| Abstentions           | Abstentions         | Abstentions    | 16 490       | 21,01        | 17 379      | 22,15       |  |
| Votants               | Votants             | Votants        | 62 005       | 78,99        | 61 091      | 77,85       |  |
| Blancs et nuls        | Blancs et nuls      | Blancs et nuls | 1 217        | 1,96         | 1 242       | 2,03        |  |
| Exprimés              | Exprimés            | Exprimés       | 60 788       | 98,04        | 59 849      | 97,97       |  |
| Source : Data.gouv.fr |                     |                |              |              |             |             |  |